# Ali Project
ALI PROJECT – japoński zespół założony w 1985 roku. W skład grupy wchodzi Arika Takarano (jap. 宝野 アリカ Takarano Arika; wokal i teksty) i Mikiya Katakura (jap. 片仓 三起也 Katakura Mikiya; muzyka i aranżacja).
Swój pierwszy niezależny debiut na listach przebojów odnieśli w 1988 roku jako Ari Project (jap. 蟻 プロジェクト) ze swoim albumem Gensō Teien (jap. 幻想庭园). Album został później uwzględniony w książce Tatsumi Takayuki Filozofia Progresywnego Rocka (jap. プログレッシヴ ロック の 哲学 Puroguresshivu Rokku no Tetsugaku), co doprowadziło do sklasyfikowania zespołu w gatunku rocka progresywnego.
Cztery lata później w 1992 roku zespół zmienił nazwę na ALI PROJECT i zadebiutował swoim singlem Koiseyo Otome (jap. 恋せよ乙女).
Większość ich nagrań jest wydane przez Toshiba EMI, Victor Entertainment, Tokuma Japan Communications i Lantis. Zespół wyróżnia się w środowisku anime, ponieważ stworzył piosenki do wielu seriali anime m.in. serii Noir, Rozen Maiden, Kamichama Karin, .hack//Roots, Linebarrels of Iron, Code Geass, Fate/Extra czy Another. Dodatkowo Mikiya Katakura stworzył ścieżki dźwiękowe do kilku serii anime, takich jak Kaibutsu Oujo i Avenger.

## Dyskografia

### Albumy studyjne
- Gensō Teien (jap. 幻想庭园) (1 lipca 1988)
- Gekka no Ichigun (jap. 月下の一群) (9 grudnia 1992)
- DALI (16 lutego 1994)
- Noblerot (21 listopada 1998)
- Aristocracy (25 kwietnia 2001)
- EROTIC&HERETIC (24 lipca 2002)
- Dilettante (22 czerwca 2005)
- Psychedelic Insanity (22 sierpnia 2007)
- Kinsho (jap. 禁書) (27 sierpnia 2008)
- Poison (26 sierpnia 2009)
- Han Shinnihon Shugi (jap. 汎新日本主義) (29 września 2010)
- Gansakushi (jap. 贋作師) (18 lipca 2012)
- Reijō Bara Zukan (jap. 令嬢薔薇図鑑) (11 września 2013)
- Ryūkō Sekai (jap. 流行世界) (27 sierpnia 2014)
- Keraku no Susume (jap. 快楽のススメ) (9 września 2015)
- A-kyū Kaigenrei (jap. A級戒厳令) (24 sierpnia 2016)
- Geijutsu Hentairon (jap. 芸術変態論) (25 lipca 2018)
- Fantasia (28 sierpnia 2019)
- Jinsei Bimi Raisan (jap. 人生美味礼讃) (29 lipca 2020)
- Belle Époque (22 grudnia 2021)
- Tenki Seirō Naredomo Nami Takashi (jap. 天気晴朗ナレドモ波高シ) (22 lutego 2023)
- Jakuhaimono (jap. 若輩者) (25 czerwca 2024)
- Underground Insanity (15 października 2025)

### Best albums
- Hoshi to Tsuki no Sonata (jap. 星と月のソナタ) (6 grudnia 1995)
- Jamais Vu (4 czerwca 2000)
- Déjà vu ~THE ORIGINAL BEST 1992-1995~ (8 marca 2006)
- COLLECTION SIMPLE PLUS (26 lipca 2006)
- Soubi Kakei (jap. 薔薇架刑) (4 kwietnia 2007)
- Keikan Shijin SINGLE COLLECTION PLUS (jap. 桂冠詩人 SINGLE COLLECTION PLUS) (10 grudnia 2008)
- La Vita Romantica (13 stycznia 2010)
- QUEENDOM (25 maja 2011)
- Kaikaikiki ALI PROJECT Ventennale Music, Art Exhibition (jap. 快恠奇奇 ALI PROJECT Ventennale Music, Art Exhibition) (20 lutego 2013)
- Chi to Mitsu ~ Anthology of Gothic Lolita & Horror (jap. 血と蜜〜Anthology of Gothic Lolita & Horror) (27 czerwca 2017)
- Ai to Makoto ~ YAMATO & LOVE××× (jap. 愛と誠〜YAMATO & LOVE×××) (27 września 2017)

### Strings albums
- Gekkō Shikōshō (jap. 月光嗜好症) (23 kwietnia 2003)
- Etoiles (23 czerwca 2004)
- Kamigami no Tasogare (jap. 神々の黄昏) (7 grudnia 2005)
- Romance (6 grudnia 2006)
- Grand Finale (12 grudnia 2007)
- Gothic Opera (17 marca 2010)
- Les Papillons (29 czerwca 2011)
- Violetta Operetta (21 stycznia 2015)

### EPs
- Alipro Mania (24 grudnia 1999)
- CLASSICS (25 lipca 2001)

### Single
- Flower Child (jap. フラワーチャイルド Furawāchairudo) (25 lipca 1988)
- Koiseyo Otome ~Love story of ZIPANG~ (jap. 恋せよ乙女〜Love story of ZIPANG〜) (7 lipca 1992)
- Arashi ga Oka (jap. 嵐ヶ丘) (9 czerwca 1993)
- Venetian Rhapsody (jap. ヴェネツィアン・ラプソディー Venetsian Rapusodī) (19 stycznia 1994)
- Ame no Sonata ~La Pluie~ (jap. 雨のソナタ〜La Pluie〜) (18 października 1995)
- Seigetsuya ~Lucifer Daiyongakushō~ (jap. 星月夜〜ルシファー第四楽章〜) (1 lipca 1996)
- Wish (4 grudnia 1996)
- Peony Pink (jap. ピアニィ・ピンク Pianī Pinku) (21 maja 1997)
- LABYRINTH (21 października 1998)
- Coppélia no Hitsugi (jap. コッペリアの柩 Kopperia no Hitsugi) (23 maja 2001)
- Gesshoku Grand Guignol (jap. 月蝕グランギニョル Gesshoku Guran Ginyoru) (5 listopada 2003)
- Pastel Pure (25 sierpnia 2004)
- Kinjirareta Asobi (jap. 禁じられた遊び) (22 października 2004)
- Ashura-hime (jap. 阿修羅姫) (8 czerwca 2005)
- Seishōjo Ryōiki (jap. 聖少女領域) (26 października 2005)
- Bōkoku Kakusei Catharsis (jap. 亡國覚醒カタルシス Bōkoku Kakusei Katarushisu) (24 maja 2006)
- Yūkyō Seishunka (jap. 勇侠青春謳) (25 października 2006)
- Baragoku Otome (jap. 薔薇獄乙女) (6 grudnia 2006)
- Ankoku Tengoku (jap. 暗黒天国) (23 maja 2007)
- Hizamazuite Ashi wo Oname (jap. 跪いて足をお嘗め) (13 czerwca 2007)
- Kotodama (jap. コトダマ) (23 stycznia 2008)
- Waga Rōtashi Aku no Hana (jap. わが﨟たし悪の華) (30 lipca 2008)
- Kitei no Tsurugi (jap. 鬼帝の剣) (19 listopada 2008)
- Rara Eve Shinseiki (jap. 裸々イヴ新世紀 Rara Ivu Shinseiki) (21 stycznia 2009)
- Jigoku no Mon (jap. 地獄の門) (27 maja 2009)
- Senritsu no Kodomotachi (jap. 戦慄の子供たち) (19 sierpnia 2009)
- Datengoku Sensen (jap. 堕天國宣戦) (21 października 2009)
- Ranse Eroica (jap. 亂世エロイカ Ranse Eroika) (14 lipca 2010)
- Katana to Saya (jap. 刀と鞘) (25 sierpnia 2010)
- Kyōmu Densen (jap. 凶夢伝染) (1 stycznia 2012)
- Watashi no Bara wo Kaminasai (jap. 私の薔薇を喰みなさい) (24 lipca 2013)
- Haramitsu Renge (jap. 波羅蜜恋華) (21 października 2015)
- Himiko Gaiden (jap. 卑弥呼外伝) (29 marca 2017)
- Hi no Tsuki (jap. 緋ノ月) (20 października 2021)
- Tasokare Papillon Corridor (jap. 誰ソ彼パピヨン回廊 Tasokare Papiyon Kairō) (14 grudnia 2022)
- Bakuretsu Yūkyō Gaiden (jap. 爆烈勇侠外伝) (8 lipca 2023)

### Składanki
- SOME GIRLS - REBEL STREET IV (25 kwietnia 1987)